# Pont de les Heures
El pont de les Heures és un pont que hi ha sobre la riera de Merlès al municipi de la Quar, al Berguedà. Ha estat inventariat al mapa de patrimoni de la Generalitat de Catalunya amb el número IPAC-3541.

## Descripció i característiques
El pont de les Heures fou construït a finals del segle xvii o començaments del xviii, probablement substituint un pont medieval. Aquest facilitava les comunicacions per la riera de Merlès. Inicialment era de dos arcs de mig punt però les reformes efectuades a la pista forestal durant la dècada de 1970, varen anul·lar l'arc més petit que salvava el desnivell del camí.

## Història
El pont de les Heures fou construït a l'engorjat de les Goles de les Heures de la Quar. Al llarg de tota l'època medieval i moderna, aquest camí era molt transitat car a peu de la riera hi havia molts molins i masies i la zona estava molt més poblada, tot i que en l'actualitat és molt deshabitada.